# Laurence Olivier Award for Outstanding Achievement in Opera
Der Laurence Olivier Award for Outstanding Achievement in Opera (deutsch: Laurence Olivier Auszeichnung für herausragende Leistungen im Bereich Oper) ist ein britischer Theater- und Musicalpreis, der erstmals 1977 vergeben wurde.

## Geschichte und Hintergrund
Die Laurence Olivier Awards werden seit 1976 jährlich in zahlreichen Kategorien von der Society of London Theatre vergeben. Sie gelten als höchste Auszeichnung im britischen Theater und sind vergleichbar mit den Tony Awards am amerikanischen Broadway. Ausgezeichnet werden herausragende Darsteller und Produktionen einer Theatersaison, die im Londoner West End zu sehen waren. Die Nominierten und Gewinner der Laurence Olivier Awards „werden jedes Jahr von einer Gruppe angesehener Theaterfachleute, Theaterkoryphäen und Mitgliedern des Publikums ausgewählt, die wegen ihrer Leidenschaft für das Londoner Theater“ bekannt sind. Eine der Preiskategorien ist der Laurence Olivier Award for Outstanding Achievement in Opera.

## Gewinner und Nominierte
Die Übersicht der Gewinner und Nominierten listet pro Jahr die nominierten Regisseure und Theaterproduktionen. Der Gewinner eines Jahres ist grau unterlegt und fett angezeigt.

### 1977–1979
| Jahr                                                        | Preisträger                                    | Opernproduktion(en) |
| 1977                                                        |                                                |                     |
| ----------------------------------------------------------- | ---------------------------------------------- | ------------------- |
| 1977                                                        | Glyndebourne Festival Opera, Lyttelton Theatre | Don Giovanni        |
| 1977                                                        | English National Opera, London Coliseum        | Toussaint           |
| 1977                                                        | The Royal Opera, Royal Opera House             | The Ice Break       |
| 1977                                                        | English National Opera, London Coliseum        | Werther             |
| 1978                                                        |                                                |                     |
| English National Opera für ihr außergewöhnliches Repertoire |                                                |                     |
| Colin Davis für die Leitung der Royal Opera                 |                                                |                     |
| 1979                                                        |                                                |                     |
| The Royal Opera, Royal Opera House                          | The Rake’s Progress                            |                     |
| The Royal Opera, Royal Opera House                          | Die Zauberflote                                |                     |
| English National Opera, London Coliseum                     | Manon                                          |                     |
| English National Opera, London Coliseum                     | The Adventures of Mr Brouček                   |                     |

### 1980–1989
| Jahr                                                           | Preisträger                                                         | Opernproduktion(en)                                                 |
| -------------------------------------------------------------- | ------------------------------------------------------------------- | ------------------------------------------------------------------- |
| 1980                                                           |                                                                     |                                                                     |
| English National Opera, London Coliseum                        | Così fan tutte                                                      |                                                                     |
| English National Opera, London Coliseum                        | Julius Caesar                                                       |                                                                     |
| English National Opera, London Coliseum                        | The Turn of the Screw                                               |                                                                     |
| Kent Opera, Sadler’s Wells Theatre                             | The Turn of the Screw                                               |                                                                     |
| 1981                                                           |                                                                     |                                                                     |
| The Royal Opera, Royal Opera House                             | Les Contes D’Hoffman                                                |                                                                     |
| Welsh National Opera, Dominion Theatre                         | Die Frau ohne Schatten                                              |                                                                     |
| The Royal Opera, Royal Opera House                             | Lulu                                                                |                                                                     |
| The Royal Opera, Royal Opera House                             | Samson et Delilah                                                   |                                                                     |
| 1982                                                           |                                                                     |                                                                     |
| English National Opera, London Coliseum                        | Rigoletto                                                           |                                                                     |
| Kent Opera, Sadler’s Wells Theatre                             | Agrippina                                                           |                                                                     |
| The Royal Opera, Royal Opera House                             | Falstaff                                                            |                                                                     |
| Welsh National Opera, Dominion Theatre                         | I puritani                                                          |                                                                     |
| 1983                                                           | In den Jahren 1983–1985 wurde der Preis nicht vergeben <<bis hier>> | In den Jahren 1983–1985 wurde der Preis nicht vergeben <<bis hier>> |
| 1984                                                           | In den Jahren 1983–1985 wurde der Preis nicht vergeben <<bis hier>> | In den Jahren 1983–1985 wurde der Preis nicht vergeben <<bis hier>> |
| 1985                                                           | In den Jahren 1983–1985 wurde der Preis nicht vergeben <<bis hier>> | In den Jahren 1983–1985 wurde der Preis nicht vergeben <<bis hier>> |
| 1986                                                           |                                                                     |                                                                     |
| English National Opera, London Coliseum                        | Doktor Faust                                                        |                                                                     |
| Harrison Birtwistle (English National Opera), London Coliseum  | The Mask of Orpheus                                                 |                                                                     |
| Anne Evans (Welsh National Opera)                              | The Ring Cycle                                                      |                                                                     |
| Kathryn Harries                                                | The Ring Cycle                                                      |                                                                     |
| Stephanos Lazaridis (English National Opera)                   | Doktor Faust und The Mikado                                         |                                                                     |
| 1987                                                           |                                                                     |                                                                     |
| English National Opera, London Coliseum                        | Lady Macbeth of Mtsensk District                                    |                                                                     |
| Della Jones (English National Opera), London Coliseum          | The Barber of Seville                                               |                                                                     |
| Kirov Opera Orchestra unter Yuri Temirkanov, Royal Opera House |                                                                     |                                                                     |
| Carlos Kleiber (The Royal Opera), Royal Opera House            | Otello                                                              |                                                                     |
| Mare McLaughlin (The Royal Opera), Royal Opera House           | Le Nozze di Figaro                                                  |                                                                     |
| Eva Randova (The Royal Opera), Royal Opera House               | Jenůfa                                                              |                                                                     |
| 1988                                                           |                                                                     |                                                                     |
| Leontina Vaduva (The Royal Opera), Royal Opera House           | Manon                                                               |                                                                     |
| English National Opera, London Coliseum                        | The Magic Flute                                                     |                                                                     |
| English National Opera, London Coliseum                        | Billy Budd                                                          |                                                                     |
| English National Opera, London Coliseum                        | Hansel and Gretel                                                   |                                                                     |
| The Royal Opera, Royal Opera House                             | Madama Butterfly                                                    |                                                                     |
| Welsh National Opera, Royal Opera House                        | Falstaff                                                            |                                                                     |
| 1989/90                                                        |                                                                     |                                                                     |
| Komische Oper, Royal Opera House                               | Orpheus and Eurydice                                                |                                                                     |
| The Royal Opera, Royal Opera House                             | Un re in ascolto                                                    |                                                                     |
| English National Opera, London Coliseum                        | Lear                                                                |                                                                     |
| The Garden Venture, Donmar Warehouse                           | Survival Song                                                       |                                                                     |
| English National Opera, London Coliseum                        | The Love for Three Oranges                                          |                                                                     |

### 1990–1999
| Jahr | Preisträger                                                         | Opernproduktion(en) |
| --- | ------------------------------------------------------------------- | ------------------- |
| 1991 |                                                                     |                     |
| Mark Elder (English National Opera), London Coliseum                                                        | Duke Bluebeard’s Castle, Macbeth, Pelléas et Méllisande und Wozzeck |                     |
| English National Opera, London Coliseum                                                                     | Greek                                                               |                     |
| Tim Albery (Scottish Opera), Royal Opera House                                                              | Les Troyens                                                         |                     |
| English National Opera, London Coliseum                                                                     | Duke Bluebeard’s Castle                                             |                     |
| The Royal Opera, Royal Opera House                                                                          | The Cunning Little Vixen                                            |                     |
| Éva Marton (The Royal Opera), Royal Opera House                                                             | Elektra                                                             |                     |
| 1992 |                                                                     |                     |
| The Royal Opera, Royal Opera House                                                                          | Mitridate, re di Ponto                                              |                     |
| Harrison Birtwistle (The Royal Opera), Royal Opera House                                                    | Gawain                                                              |                     |
| The Royal Opera, Royal Opera House                                                                          | Simon Boccanegra                                                    |                     |
| English National Opera, London Coliseum                                                                     | Figaro’s Wedding                                                    |                     |
| English National Opera, London Coliseum                                                                     | Peter Grimes                                                        |                     |
| The Garden Venture Stage II, Riverside Studios                                                              | Out of Season und The Dancer Hotoke                                 |                     |
| 1993 |                                                                     |                     |
| Edward Downes (The Royal Opera), Royal Opera House                                                          | The Fiery Angel und Stiffelio                                       |                     |
| Bernard Haitink (The Royal Opera), Royal Opera House                                                        | Die Frau ohne Schatten                                              |                     |
| Philip Langridge (The Royal Opera), Royal Opera House                                                       | Death in Venice                                                     |                     |
| Júlia Várady (The Royal Opera), Royal Opera House                                                           | Der Fliegende Hollander                                             |                     |
| 1994 |                                                                     |                     |
| Orchester der English National Opera                                                                        | Lohengrin und Inquest of Love                                       |                     |
| Paul Daniel sowie Chor und Orchester der Opera North, Royal Opera House                                     | Gloriana                                                            |                     |
| Charles Mackerras (Welsh National Opera), Royal Opera House                                                 | Tristan und Isolde                                                  |                     |
| Ann Murray (English National Opera), London Coliseum                                                        | Ariodante                                                           |                     |
| 1995 |                                                                     |                     |
| Roberto Alagna (The Royal Opera), Royal Opera House                                                         | Roméo et Juliette                                                   |                     |
| Tom Cairns (English National Opera), London Coliseum                                                        | King Priam                                                          |                     |
| Music Theatre London, Donmar Warehouse                                                                      | La Traviata                                                         |                     |
| John Tomlinson (The Royal Opera), Royal Opera House                                                         | Das Rheingold und Die Walküre                                       |                     |
| 1996 |                                                                     |                     |
| Bernard Haitink (The Royal Opera), Royal Opera House                                                        | Siegfried und Götterdämmerung                                       |                     |
| Jonathan Miller (English National Opera), London Coliseum                                                   | Carmen                                                              |                     |
| Bryn Terfel (The Royal Opera), Royal Opera House                                                            | Salome                                                              |                     |
| John Tomlinson (The Royal Opera), Royal Opera House                                                         | Billy Budd und Siegfried                                            |                     |
| 1997 |                                                                     |                     |
| Elgar Howarth (English National Opera), London Coliseum                                                     | Die Soldaten und The Prince of Homburg                              |                     |
| Wolfgang Gobbel (The Royal Opera), Royal Opera House                                                        | The Midsummer Marriage und Tristan und Isolde                       |                     |
| Karita Mattila (The Royal Opera), Royal Opera House                                                         | Don Carlos                                                          |                     |
| 1998 |                                                                     |                     |
| Paul Daniel (English National Opera), London Coliseum                                                       | From the House of the Dead                                          |                     |
| Alan Opie (English National Opera und Opera North), London Coliseum                                         | Falstaff                                                            |                     |
| Nikolaus Leloff, Tobias Moheisel, Bettina J. Walker und Mark Henderson (The Royal Opera), Royal Opera House | Palestrina                                                          |                     |
| Francesco Zambello (The Royal Opera), Shaftesbury Theatre                                                   | Paul Bunyan                                                         |                     |
| 1999 |                                                                     |                     |
| Orchester des Royal Opera House                                                                             | Le nozze di Figaro, The Bartered Bride und The Golden Cockerel      |                     |
| Sandra Ford (English National Opera), London Coliseum                                                       | The Tales of Hoffmann und Mary Stuart                               |                     |
| René Jacobs (Theatre Royal de la Monnaie), Barbican Centre                                                  | L’Orfeo                                                             |                     |
| Andrew Shore (English National Opera), London Coliseum                                                      | Gianni Schicchi und The Elixir of Love                              |                     |

### 2000–2009
| Jahr                                                                                                | Preisträger                                                                                             | Opernproduktion(en)            |
| 2000                                                                                                | |                                |
| --------------------------------------------------------------------------------------------------- | --- | ------------------------------ |
| 2000                                                                                                | English National Opera                                                                                  | hohe Qualität der Produktionen |
| 2000                                                                                                | Kim Begley (English National Opera), London Coliseum                                                    | Parsifal                       |
| 2000                                                                                                | Rosemary Joshua (English National Opera), London Coliseum                                               | Semele                         |
| 2000                                                                                                | Bryn Terfel (The Royal Opera), Royal Opera House                                                        | Falstaff                       |
| 2001                                                                                                | |                                |
| Mark-Anthony Turnage und Amanda Holden (English National Opera), London Coliseum                    | The Silver Tassie                                                                                       |                                |
| Gerald Finley (English National Opera), London Coliseum                                             | The Silver Tassie                                                                                       |                                |
| Kirov Opera                                                                                         | Theatersaison am Royal Opera House                                                                      |                                |
| Stefanos Lazaridis (English National Opera), London Coliseum                                        | The Greek Passion und italienische Produktionen der English National Opera                              |                                |
| 2002                                                                                                | |                                |
| Bernard Haitink (The Royal Opera), Royal Opera House                                                | Jenůfa und The Queen of Spades                                                                          |                                |
| English National Opera, London Coliseum                                                             | From Morning to Midnight, The Rake’s Progress, The Rape of Lucretia und War and Peace                   |                                |
| Karita Mattila (The Royal Opera), Royal Opera House                                                 | Jenůfa und The Queen of Spades                                                                          |                                |
| David Sawer (English National Opera), London Coliseum                                               | From Morning to Midnight                                                                                |                                |
| 2003                                                                                                | |                                |
| Antonio Pappano (The Royal Opera), Royal Opera House                                                | Ariadne auf Naxos und Wozzeck                                                                           |                                |
| Roberto Alagna und Angela Gheorghiu (The Royal Opera), Royal Opera House                            | La rondine                                                                                              |                                |
| Lisa Saffer (English National Opera), London Coliseum                                               | Lulu |                                |
| 2004                                                                                                | |                                |
| Cristina Gallardo-Domas (The Royal Opera), Royal Opera House                                        | Madama Butterfly                                                                                        |                                |
| Simon Keenlyside (The Royal Opera), Royal Opera House                                               | Hamlet und Die Zauberflöte                                                                              |                                |
| Bejun Mehta (The Royal Opera), Royal Opera House                                                    | Orlando                                                                                                 |                                |
| Felicity Palmer (The Royal Opera), Royal Opera House                                                | Elektra und Sweeney Todd                                                                                |                                |
| 2005                                                                                                | |                                |
| Thomas Adès und das Royal Opera House                                                               | The Tempest (Weltpremiere)                                                                              |                                |
| Ben Heppner (The Royal Opera), Royal Opera House                                                    | Peter Grimes                                                                                            |                                |
| John MacFarlane (The Royal Opera), Royal Opera House                                                | Peter Grimes und Lady Macbeth of Mtsensk District                                                       |                                |
| Orchester des Royal Opera House unter Antonio Pappano                                               | Theatersaison am Royal Opera House                                                                      |                                |
| 2006                                                                                                | |                                |
| Simon Keenlyside (The Royal Opera), Royal Opera House und (English National Opera), London Coliseum | 1984 und Billy Budd                                                                                     |                                |
| Sarah Connolly (English National Opera), London Coliseum                                            | La clemenza di Tito                                                                                     |                                |
| David McVicar (English National Opera), London Coliseum                                             | La clemenza di Tito                                                                                     |                                |
| Anthony Minghella und Carolyn Choa, (English National Opera), London Coliseum                       | Madama Butterfly                                                                                        |                                |
| 2007                                                                                                | |                                |
| Amanda Roocroft (English National Opera), London Coliseum                                           | Jenůfa                                                                                                  |                                |
| John Mark Ainsley (English National Opera), London Coliseum                                         | Orfeo                                                                                                   |                                |
| Joyce DiDonato, Barbican Centre                                                                     | Hercules                                                                                                |                                |
| John Tomlinson (The Royal Opera), Royal Opera House                                                 | Götterdämmerung                                                                                         |                                |
| 2008                                                                                                | |                                |
| Natalie Dessay, Royal Opera House                                                                   | La fille du régiment                                                                                    |                                |
| Gerald Finley, Royal Opera House                                                                    | Pelléas et Mélisande                                                                                    |                                |
| Angelika Kirchschlager, Royal Opera House                                                           | Pelléas et Mélisande                                                                                    |                                |
| David McVicar (English National Opera), London Coliseum                                             | The Turn of the Screw und Agrippina                                                                     |                                |
| 2009                                                                                                | |                                |
| Edward Gardner (English National Opera), London Coliseum                                            | Boris Godunov, Cavalleria rusticana, Der Rosenkavalier, Pagliacci, Riders to the Sea und Punch and Judy |                                |
| Patricia Bardon (The Royal Opera), Royal Opera House                                                | The Rake’s Progress, Partenope und Riders to the Sea                                                    |                                |
| Ferruccio Furlanetto (The Royal Opera), Royal Opera House                                           | Don Carlos                                                                                              |                                |
| Christine Rice (The Royal Opera), Royal Opera House und (English National Opera), London Coliseum   | The Minotaur und Partenope                                                                              |                                |

### 2010–2019
| Jahr | Preisträger                                                                    | Opernproduktion(en)                      |
| 2010 |                                                                                |                                          |
| --- | ------------------------------------------------------------------------------ | ---------------------------------------- |
| 2010 | Nina Stemme (The Royal Opera), Royal Opera House                               | Tristan und Isolde                       |
| 2010 | Anja Kampe (The Royal Opera), Royal Opera House                                | Der Fliegende Holländer                  |
| 2010 | Stuart Skelton (English National Opera), London Coliseum                       | Peter Grimes                             |
| 2010 | Michael Volle (The Royal Opera), Royal Opera House                             | Lulu und Tristan und Isolde <<bis hier>> |
| 2011 |                                                                                |                                          |
| Christian Gerhaher (The Royal Opera), Royal Opera House                                                    | Tannhäuser                                                                     |                                          |
| Andrew Shore (English National Opera), London Coliseum                                                     | The Elixir of Love                                                             |                                          |
| Jonas Kaufmann, Royal Opera House                                                                          | Adriana Lecouvreur                                                             |                                          |
| 2012 |                                                                                |                                          |
| English National Opera für die Breite und Vielfalt ihres künstlerischen Programms                          | Spielzeit in London                                                            |                                          |
| Amanda Holden, London Coliseum                                                                             | Castor et Pollux                                                               |                                          |
| Mark-Anthony Turnage, Royal Opera House und Sadler’s Wells Theatre                                         | Anna Nicole und Twice Through the Heart                                        |                                          |
| Richard Jones, Royal Opera House und London Coliseum                                                       | Anna Nicole, Il trittico und The Tales of Hoffmann                             |                                          |
| 2013 |                                                                                |                                          |
| Bryan Hymel, Royal Opera House                                                                             | Les Troyens, Robert le diable und Rusalka                                      |                                          |
| Edward Gardner (English National Opera), London Coliseum                                                   | The Flying Dutchman und Billy Budd                                             |                                          |
| Music Theatre Wales und Scottish Opera, English National Opera und London Coliseum                         | In the Locked Room und Ghost Patrol                                            |                                          |
| Bühnentechnik der English National Opera, London Coliseum und Royal Opera House                            |                                                                                |                                          |
| 2014 |                                                                                |                                          |
| English Touring Opera, Linbury Studio Theatre und Royal Opera House                                        | King Priam und Paul Bunyan                                                     |                                          |
| Joyce DiDonato und Juan Diego Flórez, Royal Opera House                                                    | La donna del lago                                                              |                                          |
| Plácido Domingo, Royal Opera House                                                                         | Nabucco                                                                        |                                          |
| 2015 |                                                                                |                                          |
| Richard Jones, London Coliseum                                                                             | Rodelinda, The Girl of the Golden West und The Mastersingers of Nuremberg      |                                          |
| Chor der Welsh National Opera, Royal Opera House                                                           | Moses und Aron                                                                 |                                          |
| Jonas Kaufmann, Royal Opera House                                                                          | Andrea Chénier und Manon Lescaut                                               |                                          |
| Royal Opera House and Early Opera Company für ihr Offsite-Programm, Roundhouse und Sam Wanamaker Playhouse | L’Orfeo und Ormindo                                                            |                                          |
| 2016 |                                                                                |                                          |
| Chor und Orchester der English National Opera                                                              | The Force of Destiny, Lady Macbeth of Mtsensk District und The Queen of Spades |                                          |
| Felicity Palmer, London Coliseum                                                                           | The Queen of Spades                                                            |                                          |
| Antonio Pappano, Royal Opera House                                                                         | Cavalleria rusticana / Pagliacci, Guillaume Tell und Król Roger                |                                          |
| Tamara Wilson, London Coliseum                                                                             | The Force of Destiny                                                           |                                          |
| 2017 |                                                                                |                                          |
| Mark Wigglesworth, London Coliseum                                                                         | Don Giovanni und Lulu                                                          |                                          |
| Renée Fleming, Royal Opera House                                                                           | Der Rosenkavalier                                                              |                                          |
| Stuart Skelton, London Coliseum                                                                            | Tristan and Isolde                                                             |                                          |
| 2018 |                                                                                |                                          |
| Joyce DiDonato und Daniela Barcellona, Royal Opera House                                                   | Semiramide                                                                     |                                          |
| Paul Brown, London Coliseum                                                                                | Iolanthe                                                                       |                                          |
| Roderick Williams, The Roundhouse                                                                          | The Return of Ulysses                                                          |                                          |
| 2019 |                                                                                |                                          |
| Das Ensemble von Porky und Bess, London Coliseum                                                           | Porgy and Bess                                                                 |                                          |
| David Butt Philip und Roderick Williams, London Coliseum                                                   | War Requiem                                                                    |                                          |
| Chor der English National Opera, Wilton’s Music Hall                                                       | Paul Bunyan                                                                    |                                          |
| Andris Nelsons, Royal Opera House                                                                          | Lohengrin                                                                      |                                          |

### Seit 2020
| Jahr                                                               | Preisträger                                                                 | Opernproduktion(en)                   |
| 2020                                                               |                                                                             |                                       |
| ------------------------------------------------------------------ | --------------------------------------------------------------------------- | ------------------------------------- |
| 2020                                                               | Kinderensemble, Theatre Royal Stratford East und English National Opera     | Noye’s Fludde                         |
| 2020                                                               | Martyn Brabbins und James Henshaw (English National Opera), London Coliseum | The Mask of Orpheus                   |
| 2020                                                               | Jette Parker Young Artists, Royal Opera House                               | Berenice, Death in Venice und Phaedra |
| 2021/2022                                                          |                                                                             |                                       |
| Peter Whelan und das Irish Baroque Orchestra                       | Bajazet, Irish National Opera und Royal Opera                               |                                       |
| Christine Rice                                                     | 4/4                                                                         |                                       |
| takis für Bühnenbild und Kostümdesign                              | HMS Pinafore, English National Opera                                        |                                       |
| 2023                                                               |                                                                             |                                       |
| William Kentridge für Konzeption und Regie                         | Sibyl                                                                       |                                       |
| Sinéad Campbell-Wallace für ihre Leistung                          | Tosca, English National Opera                                               |                                       |
| Antony McDonald für die Gestaltung                                 | Alcina                                                                      |                                       |
| 2024                                                               |                                                                             |                                       |
| Antonio Pappano für die musikalische Leitung des Royal Opera House |                                                                             |                                       |
| Marina Abramović für die Konzeption und Gestaltung                 | 7 Deaths of Maria Callas                                                    |                                       |
| Belarus Free Theatre Company                                       | King Stakh’s Wild Hunt                                                      |                                       |